# Димитров, Крыстю
Крыстю Крыстев Димитров (болг. Кръстю Кръстев Димитров, 6 февраля 1916, Тырговиште — 2 июля 1999, София) — болгарский шахматист. Участник 14-ти чемпионатов Болгарии. Чемпион Болгарии 1949 г. В составе сборной Болгарии участник Балканиады.
Печатник по профессии.

## Спортивные результаты
| Год  | Город   | Соревнование                                        | +  | − | = | Результат | Место |
| ---- | ------- | --------------------------------------------------- | -- | - | - | --------- | ----- |
| 1946 | Белград | Балканиада                                          |    |   |   |           |       |
| 1949 | София   | Чемпионат Болгарии                                  | 12 | 2 | 3 | 13½ из 17 | 1     |
|      | София   | Матч Болгария — Чехословакия (против М. Филипа)     | 0  | 1 | 1 | ½ из 2    |       |
| 1950 | Прага   | Матч Чехословакия — Болгария (против Ч. Коттнауэра) | 1  | 2 | 1 | 1½ из 4   |       |
| 1960 | София   | Чемпионат Болгарии                                  | 3  | 7 | 9 | 7½ из 19  | 15—17 |